# البورميون في السعودية
البرماويون في السعودية أو الأركانيون في السعودية أو هجرة البرماويون إلى السعودية يقصد بها هجرة سكان إقليم أركان البورمي منذ خمسينيات القرن العشرين الميلادي. بعد حملات الإجلاء الإجبارية قام مسلمو بورما بالفرار إلى الخارج، وبدأت هجرتهم إلى السعودية بعد أن منحهم الحكومة السعودية في حينها إقامات بمهنة مجاور للعبادة، وقد كان وصولهم إلى السعودية على عدة مراحل: الأولى كانت مابين عام 1368 هـ وعام 1370 هـ في عهد الملك عبد العزيز آل سعود وحصلوا خلالها على إقامات بمهنة مجاور للبيت. كانت المرحلة الثانية مابين عام 1370 هـ وعام 1380 هـ وحصل بعض منهم على الجنسية السعودية وهؤلاء غالبيتهم دخلوا عن طريق اليمن والأردن. المرحلة الثالثة كانت ما بين عام 1383 هـ وعام 1392 هـ وهؤلاء أكثرهم دخلوا بجوازات سفر للعمرة والحج والعمرة عن طريق بنجلاديش أو باكستان. المرحلة الرابعة وهي التي تعرف بالهجرة الجماعية بعد عملية ناجامين التي أبيدت فيها قرى بكاملها بحجة المواطنة غير الشرعية وكانت بين عام 1387 هـ وعام 1391 هـ. من عام 1391 هـ إلى عام 1426 هـ توقفت الهجرة البورمية الجماعية وبقيت الهجرة الفردية.
بلغ عدد البرماويين في السعودية عام 2015 ممن حسنت أوضاعهم واستخرجت لهم إقامات نظامية حوالي ربع مليون، في حين يبلغ عدد البرماويين المقيمين ممن حسنت أوضاعهم أو مازالوا مجهولين 500 ألف شخص.

## نبذة تاريخية

### إقليم أركان

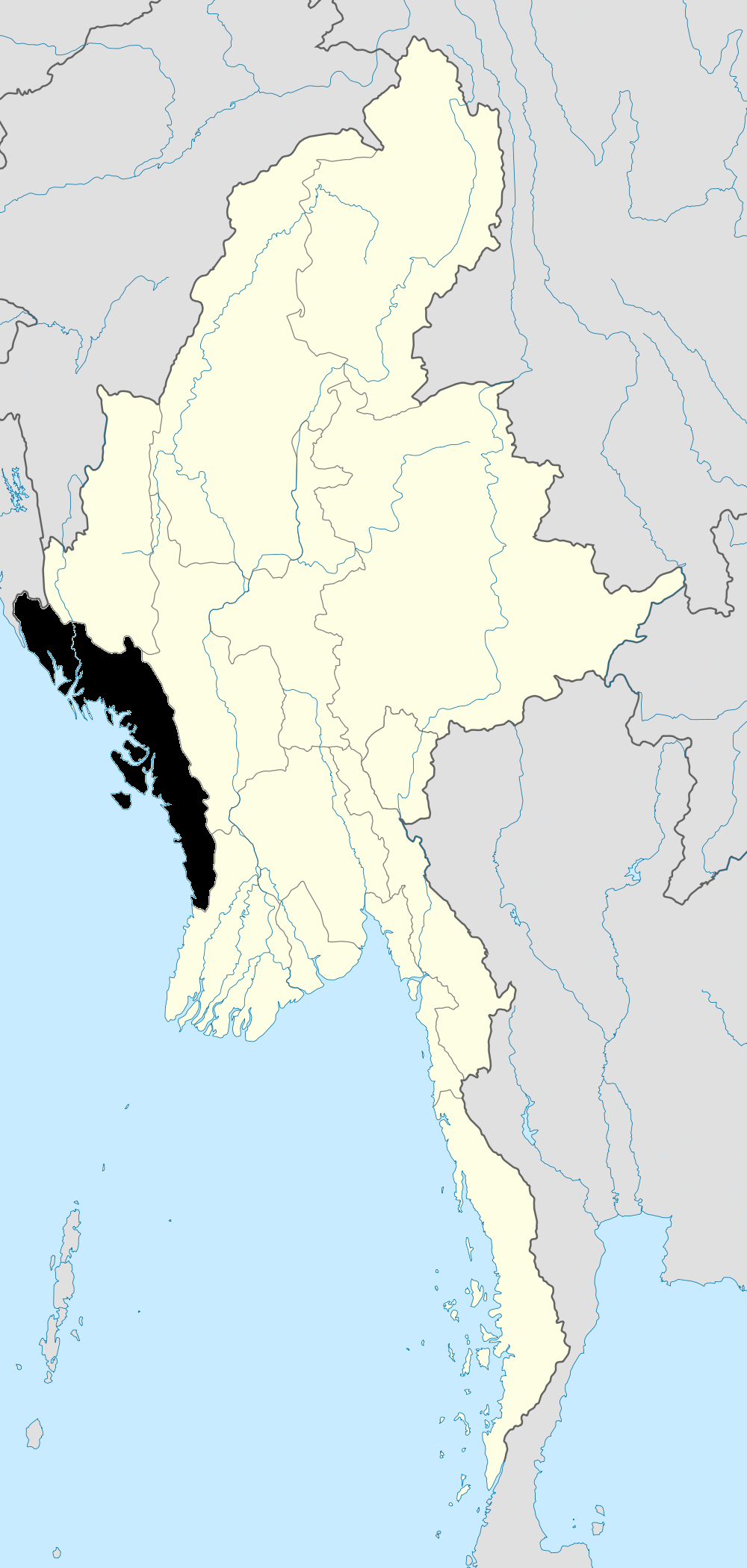
خريطة توضِّح موقع إقليم راخين في امتداد مينمار.

تقع دولة بورما (ميانمار حالياً) في الجنوب الشرقي لقارة آسيا، ويحدها من الشمال الصين والهند، ومن الجنوب خليج البنغال وتايلاند، ومن الشرق الصين ولاوس وتايلاند، ومن الغرب خليج البنغال والهند وبنغلاديش. يقع إقليم أراكان في الجنوب الغربي لبورما على ساحل خليج البنغال والشريط الحدودي مع بنغلاديش. يبلغ عدد سكان بورما أكثر من 50 مليون نسمة، وتقدر نسبة المسلمين بـ 15% من مجموع السكان نصفُهم في إقليم أراكان ذي الأغلبية المسلمة، حيث تصل نسبة المسلمين فيه إلى أكثر من 70% والباقون من البوذيين الماغ وطوائف أخرى.
يذكر المؤرخون أن الإسلام وصل إلى أراكان في عهد الخليفة العباسي هارون الرشيد في القرن السابع الميلادي عن طريق التجار العرب حتى أصبحت دولة مستقلة حكمها 48 ملكاً مسلماً على التوالي، وذلك لأكثر من ثلاثة قرون ونصف القرن، أي ما بين عامي (1430م – 1784م)، وقد تركوا آثاراً إسلامية من مساجد ومدارس وأربطة منها مسجد بدر المقام في أراكان والمشهور جداً، ويوجد عدد من المساجد بهذا الاسم في المناطق الساحلية في في كل من الهند وبنغلاديش وبورما وتايلاند وماليزيا وغيرها، ومسجد سندي خان الذي بني في عام 1430م وغيرها.
في عام 1784م احتل أراكان الملك البوذي البورمي بوداباي، وضم الإقليم إلى بورما، وقام بتدمير الكثير من الآثار الإسلامية من مساجد ومدارس، وقتل العلماء والدعاة، واستمر البوذيون البورميون في اضطهاد المسلمين ونهب خيراتهم وتشجيع البوذيين الماغ على ذلك خلال فترة احتلالهم أربعين سنة التي انتهت بمجيء الاستعمار البريطاني. في عام 1824م احتلت بريطانيا بورما، وضمتها إلى حكومة الهند البريطانية الاستعمارية. وفي عام 1937م جعلت بريطانيا بورما مع أراكان مستعمرة مستقلة عن حكومة الهند البريطانية الاستعمارية كباقي مستعمراتها في الإمبراطورية آنذاك، وعُرفت بحكومة بورما البريطانية. في عام 1942م تعرض المسلمون لمذبحة وحشية كبرى من قِبَل البوذيين الماغ، والتي راح ضحيتها أكثر من مائة ألف مسلم، وشردت مئات الآلاف خارج الوطن. في عام 1947م وقبيل استقلال بورما، عُقد مؤتمر عام في مدينة بنغ لونغ للتحضير للاستقلال، ودعيت إليه جميع الفئات والعرقيات إلا المسلمين الروهينغا. في عام 1948م وبالتحديد يوم 4 كانون الثاني منحت بريطانيا الاستقلال لبورما شريطة أن تمنح لكل العرقيات الاستقلال عنها بعد عشر سنوات إذا رغبت في ذلك.

### التهجير
منذ أن استولى العسكريون على الحكم في بورما بعد الانقلاب العسكري بواسطة الجنرال نيوين عام 1962م تعرض مسلمو أراكان لأنواع من الظلم والاضطهاد من القتل والتهجير والتشريد والتضييق الاقتصادي والثقافي ومصادرة أراضيهم، ومصادرة مواطنتهم بزعم مشابهتهم للبنغاليين في الدين واللغة والشكل. تم تدمير الآثار الإسلامية من مساجد ومدارس تاريخية. في عام 1962م طُرد أكثر من 300.000 مسلم إلى بنغلاديش. وفي عام 1978م طرد أكثر من نصف مليون مسلم، مات منهم قرابة 40.000 من الشيوخ والنساء والأطفال حسب إحصائية وكالة غوث اللاجئين التابعة للأمم المتحدة. في عام 1988م تم طرد أكثر من 150.000 مسلم، بسبب بناء القرى النموذجية. في عام 1991م تم طرد قرابة نصف مليون مسلم، وذلك عقب إلغاء نتائج الانتخابات العامة التي فازت فيها المعارضة بأغلبية ساحقة. قامت حكومة بورما بإلغاء حق المواطنة من المسلمين، وتم استبدال إثباتاتهم الرسمية القديمة ببطاقات تفيد أنهم ليسوا مواطنين.

## الهجرة إلى السعودية
هاجروا البرماويون إلى السعودية وبالتحديد إلى منطقة الحجاز (مكة المكرمة والمدينة المنورة) منذ خمسينيات القرن العشرين، وهم السكان الأصليون لمملكة أركان التي احتلتها بورما وصيرتها إقليمًا من أقاليمها، وتقع في جنوب شرق آسيا، وقد وصل الإسلام إليها في القرن الثاني الهجري عام 172 هـ، عن طريق التجار العرب الذين وصلوا ميناء أكياب عاصمة أركان في عهد الخليفة هارون الرشيد، وقد نشأت في أركان سلطنات إسلامية كثيرة لقرابة ثلاثة قرون ونصف وتتابع على حكمها ثمانية وأربعون ملكا مسلما على التوالي آخرهم الملك سليم شاه. في عام 1784م احتل الملك البوذي بودا باية إقليم أركان وضمها إلى بورما، وكان يبلغ عدد سكان أركان ستة ملايين نسمة 70 في المائة منهم مسلمون، يشكلون 20 في المائة من سكان بورما عموما والبالغ عددهم خمسة وخمسين مليون نسمة.
بعد حملات الإجلاء الإجبارية قام مسلو بورما بالفرار إلى الخارج فبدؤا بالدول الإسلامية المجاورة كباكستان الشرقية سابقا (بنجلاديش الآن) وباكستان الغربية وتايلند والهند وماليزيا وبعض دول الخليج، وكلما زاد بطش البوذيين بالمسلمين خرج ثلة منهم وهاجروا إلى بلدان شتى. بدأت هجرة البرماويين إلى السعودية في الخمسينيات الميلادية، وقد منحتهم الحكومة السعودية في حينها إقامات بمهنة مجاور للعبادة، وقد كان وصولهم إلى بلاد الحرمين على مراحل عدة: الأولى كانت مابين عام 1368 هـ وعام 1370 هـ في عهد الملك عبد العزيز آل سعود وحصلوا خلالها على إقامات بمهنة مجاور للبيت، وكانت المرحة الثانية مابين عام 1370 هـ وعام 1380 هـ وهؤلاء دخلوا المملكة مشيًا على الأقدام خلال مسيرة طويلة في المشي وحصل بعض منهم على الجنسية السعودية وهؤلاء غالبيتهم دخلوا عن طريق اليمن والأردن. المرحلة الثالثة كانت ما بين عام 1383 هـ وعام 1392 هـ وهؤلاء أكثرهم دخلوا بجوازات سفر للعمرة والحج عن طريق بنجلاديش أو باكستان وبعض أبنائهم استلموا الجنسية السعودية بسبب ولادتهم في المملكة، فيما كانت المرحلة الرابعة وهي التي تعرف بالهجرة الجماعية بعد عملية ناجامين التي أبيدت فيها قرى بكاملها بحجة المواطنة غير الشرعية وكانت بين عام 1387 هـ وعام 1391 هـ، ومن عام 1391 هـ إلى عام 1426 هـ توقفت الهجرة البورمية الجماعية وبقيت الهجرة الفردية.

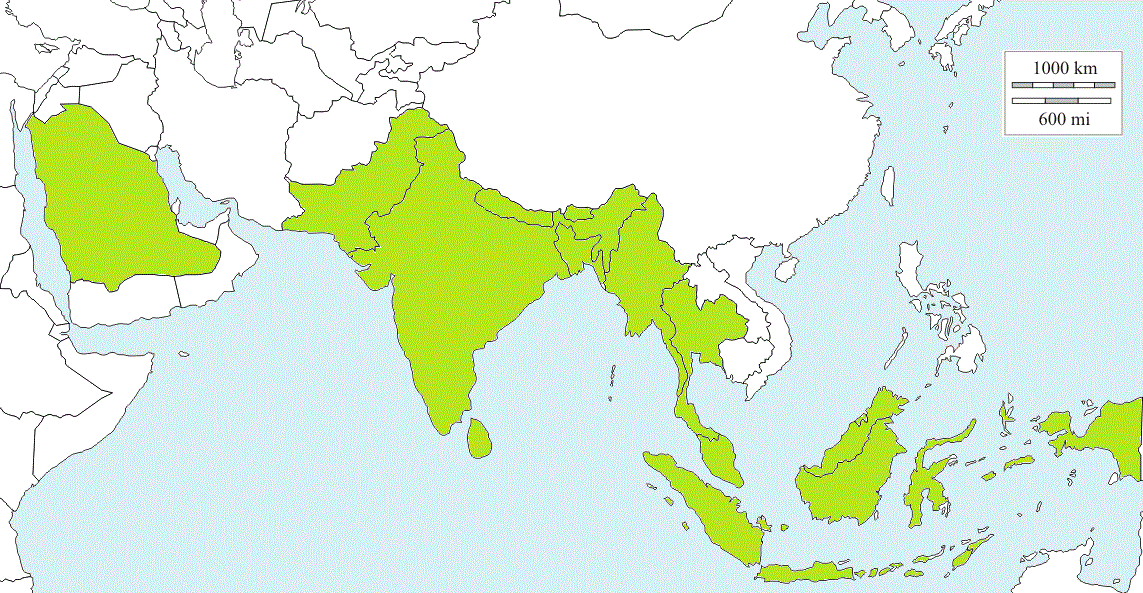
خريطة توضِّح الدول التي قصدها شعب الروهينغيا في هجرته من مينمار.

أول من وصل إلى مكة المكرمة من البرماويين كان ألفي أسرة يطلق عليهم الروانجيين، ولغتهم تختلف عن اللغة البورمية حيث تسمى لغتهم اللغة بالروانجية. البورميون الذين يعيشون الآن في المملكة ينقسمون إلى ثلاثة أقسام منهم من اضطر للبحث عن جواز سفر من إحدى الدول الآسيوية لعدم وجود جوازات سفر معهم ولكي يحصلوا على إقامة نظامية وكان اتجاههم إلى سفارات بنجلاديش وباكستان، ويقد أن من يحمل جوازات بنغالية يصل عددهم إلى مائة ألف نسمة، وقسم منهم يحمل البطاقات البيضاء وهي التي منحتها لهم اللجنة التي قامت بتصحيح أوضاع البورماويين وانتهت هذه البطاقات إلا أنه لم يتم تجديدها الآن ويصل عددهم إلى حوالى ثمانين ألف نسمة، وقسم آخر لا يحملون أية هوية يصل عددهم إلى سبعين ألف نسمة على الأقل. يسكن البورميين في الأحياء العشوائية في مكة المكرمة ويتوزعون على مناطق المسفلة، النكاسة، دحلة الرشد، الكعكية، دحلة الولايا، حارة يمن، وحي الزهور، العتيبية وشارع الحج والعمرة. في عام 2013 قال متحدث باسم إمارة مكة المكرمة أنه يبلغ عدد البرماويين المقيمين في السعودية 400 ألف برماوي وقد يتجاوز عددهم 500 ألف شخص.

## تصحيح الأوضاع
كانت أولى مراحل تصحيح أوضاع البروماويين واندماجهم في المجتمع السعودي هي في عام 1391 هـ حين صحح وضع الجالية ومنحت لهم إقامات الجنسية برماوية بدون جواز سفر، ثم إقامات الجنسية برماوي وبجواز باكستاني في عام 1394 هـ.
في عام 1434 هـ وضمن مشروع تطوير الأحياء العشوائية في مكة المكرمة، رفع خالد الفيصل أمير منطقة مكة المكرمة إلى المقام الملكي تقريرًا منفصلًا عن التطوير، واقترح أن يتم تصحيح أوضاع الفارين بدينهم ممن قبلت بهم المملكة، قاصدا أبناء الجالية البرماوية، صدر الأمر الملكي بتشكيل لجنة دائمة تختص بدراسة جميع ما يتصل بهذه الفئة، وتضم في عضويتها كلا من وزارة الداخلية ووزارة الخارجية ووزارة العمل ووزارة المالية وإمارة منطقة مكة المكرمة والمديرية العامة للجوازات وغيرها من القطاعات الحكومية ذات العلاقة على أن تكون اللجنة الدائمة برئاسة وكيل إمارة منطقة مكة المكرمة ومقرها الدائم إمارة المنطقة، على أن تضم جوانب التصحيح منح إقامات مجانية لمدة أربع سنوات لمن تتوفر فيه الشروط النظامية، والإعفاء من الغرامات المتراكمة، ورفع بعض الملاحظات التي تقف عائقاً دون تصحيح الوضع. يتضمن تصحيح الوضع المهني الاستفادة من الجالية المينمارية كقوة عاملة في الشركات والمؤسسات بتفعيل قرار وزارة العمل باحتساب العامل المينماري الواحد بربع عامل وافد في برنامج تحفيز المنشآت نطاقات، والاستفادة من قاعدة بيانات المهن والحرف التي يجيدها أبناء الجالية المينمارية والتي رصدت من خلال المسح الميداني المنوه عنه أعلاه، ونقل كفالات الجالية المينمارية إلى الشركات المؤهلة، وإبقاء العاملات المينماريات على كفالة عائلهن واستثنائهن من نقل كفالاتهن إلى المنشآت التي يرغبن العمل فيها. تصحيح الوضع الصحي يتضمن تحصين أفراد الجالية المينمارية ضد الأمراض الوبائية المعدية أثناء مراجعتهم لمقر التصحيح، ومعالجة بعض الحالات الإيجابية للأمراض المعدية، واستقبال الحالات المرضية الطارئة المحالة من مقر التصحيح إلى مستشفيات العاصمة المقدسة، وتأمين حافلة وسيارة إسعاف للفريق الطبي المكلف بالعمل في مقر التصحيح. تصحيح الوضع التعليمي يتضمن تحديد مستويات الطلاب والطالبات في المرحلتين المتوسطة والثانوية بالمدارس الخيرية ومن ثم تحويلهم إلى المدارس الحكومية حسب المستويات. تحديد مستويات المعلمين والمعلمات بالمدارس الخيرية ومن ثم تحديد المرحلة الدراسية المناسبة تربوياً للتدريس حسب مؤهلاتهم ومستوياتهم، والاستفادة من المدارس الحكومية في الفترة المسائية لاستيعاب الطلاب والطالبات المحولين من المدارس الخيرية. وتخصيص مكتب إشراف تربوي لمدارس الجاليات بنين وبنات. تصحيح جوانب تنظيم إصدار تبليغ الولادة لمواليد الجالية، وتنظيم إصدار شهادات الميلاد لمواليد الجالية. وتنظيم فتح حسابات بنكية للجالية.
في عام 2015 أكد شيخ الجالية البرماوية في مكة المكرمة أبو الشمع عبد المجيد أن عدد البرماويين الذين تم تعريفهم في السعودية بلغ ربع مليون نسمة، وأن أبناء جاليته يعيشون على أرض المملكة العربية السعودية منذ نحو 77 عاماً، وأشار إلى أن الإجراءات التصحيحية التي أقرتها الحكومة السعودية ممثلة في إمارة منطقة مكة المكرمة تنص على منح الإقامات المجانية لأبناء الجالية، مع تسهيل سبل التنقل والإقامة من خلال إصدار الإقامات التعريفية لأبناء الجالية البرماوية، وقال أن أبناء الجالية الذين كانوا يدرسون في المدارس الخيرية الأهلية الخاصة بالجالية أصبح بإمكانهم بعد منحهم الإقامة الدراسة في المدارس العامة، منذ المرحلة الابتدائية وحتى المرحلة الثانوية.

## التعداد
في عم 2015 بلغ عدد أبناء الجالية البرماوية في السعودية أكثر من ربع مليون نسمة، والذين تم تعريفهم، وذلك من خلال لجنة تصحيح أوضاع الجالية البرماوية في إمارة مكة المكرمة، واعتماد التعرف من مجالس الأحياء المتعددة في المنطقة، توزعوا على تسعة مناطق من مناطق السعودية، وهم كالتالي: مكة المكرمة 192284 برماوي، جدة 43914 برماوي، المدينة المنورة 9622 برماوي،الطائف 1354، المنطقة الجنوبية 894، المنطقة الوسطى 553، المنطقة الشرقية 462، القنفذة 330، الباحة 248 برماوي.

## الحقوق
يُعد الوضع الاجتماعي للجالية البرماوية في السعودية دون المتوسِّط وغالبيتهم من الفقراء، إذ ليس لهم دخل غير الدخل البسيط الذي يحصلون عليه من المهن التي يعملون فيها، والتي لا تتجاوز رواتبها 500 إلى 900 ريال سعودي، إضافة إلى أن غالبية البرماويين الآباء ينخرطون في الأعمال المهنية، كالسباكة والنجارة والكهرباء والبناء، أما البرماويون الذين يحملون الجنسية السعودية من أبناء الجالية، فقد انخرطوا في خدمة الدولة عبر الوظائف الحكومية أو القطاع الخاص.
غالب أبناء الجالية الذين نشأوا في السعودية يفضّلون التدريس في المدارس الخيرية وحلقات تحفيظ القرآن الكريم، وإمامة المساجد بعد حفظهم القرآن الكريم، وحصولهم على شهادات الثانوية أو المرحلة العالية، أو العمل في المكتبات أو كسائقين، وهناك 70 في المئة من أبناء الجالية الصغار يدرسون في المدارس الخيرية أو الحكومية، وملتحقون بحلقات تحفيظ القرآن الكريم.